# 克利爾克里克 (印地安納州)
克利爾克里克（英語：Clear Creek）是位於美國印地安納州門羅縣的一個非建制地區。該地的面積和人口皆未知。